# Орден «За заслуги у створенні держави»
Орден «За заслуги у створенні держави» (кор. 건국 훈장) — одна з вищих державних нагород Республіки Корея.

## Історія
Орден «За заслуги у державотворенні» заснований 27 квітня 1949 і став першою нагородою незалежної держави. Спочатку орден мав три ступені, але в подальшому в статут внесені зміни та додані ще дві ступеня.
Спочатку орденом нагороджувалися учасники визвольного руху, герої боротьби за незалежність.
Останнім часом орден вручається громадянам за особливий внесок у розвиток та зміцнення корейської держави.

## Ступені

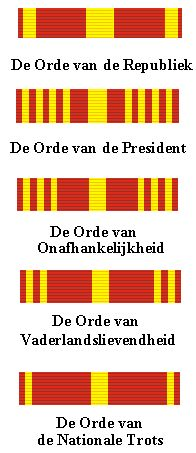
Планки ордену за ступенями

На відміну від багатьох інших орденів ступеня ордену «За заслуги у створенні держави» не нумеруються, а мають особливі назви:
- Республіканський — знак ордену на плечовій стрічці-перев'язі, зірка ордену
- Президентський — знак ордену меншого розміру на плечовій стрічці-перев'язі, зірка ордену меншого розміру
- Цивільний — знак ордену на шийній стрічці, зірка ордена
- Патріотичний — знак ордену на нагрудної колодці з розеткою
- Національний — знак ордену на нагрудної колодці

## Опис знака
Знак ордену представляє з себе восьмипроменеву золоту зірку, в центрі якої розташований один із символів Кореї — коло, утворене двома краплевидними знаками, синім та червоним, що символізують позитивний та негативний початок «інь» та «ян». Між променів зірки визирають двогранні нтрали синьої емалі.
Зірка ордену подібна знаку.